# Dennis van der Gun
Dennis van der Gun (Everdingen, 24 november 1978) is een Nederlandse schaatscoach en oud-langebaanschaatser. Van der Gun is lid van IJsvereniging De Eemsmond.
In het seizoen 2010-2011 werd Van der Gun coach van het iSkate Development Team. Sinds seizoen 2014-2015 trainde hij de vrouwen van iSkate die schaatsten onder de naam Team AfterPay en voor 2018-2019 maakte hij de overstap naar Japan waar hij assistent-coach werd van Johan de Wit. Onder zijn leiding won Tatsuya Shinhama de wereldtitel sprint in 2020 en won Wataru Morishige op de 500 meter in 2022 Olympisch brons. Van de nationale bond ontving hij een onderscheiding, maar zijn contract werd niet verlengd.
De laatste jaren van zijn schaatscarrière reed hij voor de VPZ-ploeg onder leiding van Jakko Jan Leeuwangh, Peter Mueller en Sijtje van der Lende.

## Persoonlijke records
| Afstand      | Tijd     | Datum         | Baan    |
| ------------ | -------- | ------------- | ------- |
| 500 meter    | 37,23    | 6 maart 2004  | Calgary |
| 1000 meter   | 1.13,22  | 20 maart 1999 | Calgary |
| 1500 meter   | 1.48,48  | 16 maart 2001 | Calgary |
| 3000 meter   | 3.52,57  | 19 maart 1999 | Calgary |
| 5000 meter   | 6.32,04  | 15 maart 2001 | Calgary |
| 10.000 meter | 13.59,41 | 17 maart 2000 | Calgary |

Team Reggeborgh
Jenning de Boo · Marcel Bosker · Janno Botman · Wesly Dijs · Marrit Fledderus · Louis Hollaar · Femke Kok · Kjeld Nuis · Hein Otterspeer · Tim Prins · Antoinette Rijpma-de Jong · Patrick Roest · Mats Siemons · Remo Slotegraaf · Stefan Westenbroek
Coaches: Gerard van Velde · Dennis van der Gun · Robin Derks